# The Night (canción de Valerie Dore)
«The Night» es una canción de 1984 de la artista italiana Valerie Dore. Fue el primer sencillo que sacó en su carrera musical y fue un éxito comercial, principalmente en los países del sur del Mediterráneo (España, Francia y, especialmente, Italia).
La canción, incluida dentro del género conocido como Italo disco, que tuvo su efervescencia durante los años 1980, trata el tema de un amor no correspondido, significado que se va acentuando durante toda la canción gracias a la parte instrumental y al timbre melancólico de Valerie Dore.
La canción fue remezclada en 1992 por Oliver Momm para la compilación The Best of Valerie Dore, publicado por ZYX Records.
La canción llegó a ser versionada en España por la cantante madrileña Princessa en 1997, en Alemania por la banda Scooter y DK Tonka.

## Versiones
Lanzamiento 1984 - vinilo de 7 pulgadas
| N.º | Título                     | Duración |  |
| 1.  | «The Night»                | 3:28     |  |
| 2.  | «The Night (Instrumental)» | 3:27     |  |

Lanzamiento 1984 - vinilo de 12 pulgadas
| N.º | Título                              | Duración |  |
| 1.  | «The Night»                         | 5:46     |  |
| 2.  | «The Night (Instrumental)»          | 5:39     |  |
| 3.  | «The Night (Remix de Ben Liebrand)» | 6:45     |  |

## Posición en listas
| Listas (1984-1985)                   | Posición más alta |
| ------------------------------------ | ----------------- |
| RFA (Deutsche Musikcharts)           | 5                 |
| Austria (Ö3 Austria Top 40)          | 26                |
| Suiza (Schweizer Hitparade)          | 8                 |
| Italia (ITALY TOP 100 Popular Songs) | 16                |
| Francia (Top Singles & Titres)       | 23                |